# Песочня (приток Рессеты)
Песочня — река в России, протекает по Калужской области.
Река Песочня берёт начало рядом с поселениями Кулюшкино, Васюковский и Плужень. Течёт на юг. Устье реки находится южнее села Бояновичи в 101 км по левому берегу реки Рессета. Длина реки составляет 13 км.

## Данные водного реестра
По данным государственного водного реестра России относится к Окскому бассейновому округу, водохозяйственный участок реки — Ока от города Белёв до города Калуга, без рек Упа и Угра, речной подбассейн реки — бассейны притоков Оки до впадения Мокши. Речной бассейн реки — Ока.
Код объекта в государственном водном реестре — 09010100512110000019791.